# Wayfarer (album)
Wayfarer è un album in studio del sassofonista norvegese Jan Garbarek, pubblicato nel 1983.

## Tracce
1. Gesture – 8:48
2. Wayfarer – 9:36
3. Gentle – 5:30
4. Pendulum – 10:24
5. Spor – 7:53
6. Singsong – 4:17

## Formazione
- Jan Garbarek – sassofono tenore, sassofono soprano
- Bill Frisell – chitarra elettrica
- Eberhard Weber – contrabbasso
- Michael Di Pasqua – batteria, percussioni